# Wuxian, Fujian
Wuxian (kinesiska: 五显) är en köping i sydöstra Kina. Den ligger i stadsdistriktet Tong'an i staden Xiamen i provinsen Fujian, omkring 190 kilometer sydväst om provinshuvudstaden Fuzhou. Antalet invånare är 39713. Befolkningen består av 19 524 kvinnor och 20 189 män. Barn under 15 år utgör 14,0 %, vuxna 15-64 år 78 %, och äldre över 65 år 6,0 %.